# Mistrzostwa Europy w Gimnastyce Sportowej 2009
Mistrzostwa Europy w Gimnastyce Sportowej 2009 odbyły się w dniach 29 marca - 5 kwietnia 2009 w Mediolanie. Były to trzecie indywidualne mistrzostwa.

## Reprezentacja Polski
- Monika Frandofert – 67. (poręcze) - kwalifikacje; 46. (równoważnia) - kwalifikacje; 57. (wolne) - kwalifikacje
- Adam Kierzkowski – 4. (poręcze)
- Roman Kulesza – 13. (poręcze) - kwalifikacje; 27. (drążek) - kwalifikacje
- Joanna Litewka – 12. (skok) - kwalifikacje; 46. (poręcze) - kwalifikacje
- Maciej Łabutin – 52. (koń z łękami) - kwalifikacje; 48. (poręcze) - kwalifikacje
- Marek Łyszczarz – 4. (skok)
- Marta Pihan – 10. (wielobój); 33. (poręcze) - kwalifikacje; 13. (równoważnia) - kwalifikacje; 27. (wolne) - kwalifikacje

## Medaliści

### kobiety

#### wielobój
| Miejsce | Zawodniczka         | Punkty |
| ------- | ------------------- | ------ |
|         | Ksenia Siemionowa   | 58.175 |
|         | Ksenia Afanasjewa   | 57.600 |
|         | Ariella Käslin      | 57.275 |
| 4.      | Ana María Izurieta  | 56.325 |
| 5.      | Anamaria Tămârjan   | 55.925 |
| 6.      | Aagje Van Walleghem | 55.900 |
| 7.      | Marine Petit        | 55.600 |
| 8.      | Anja Brinker        | 55.425 |
| 9.      | Vanessa Ferrari     | 55.175 |
| 10.     | Marta Pihan         | 55.150 |

#### przyrządy
| konkurencja | Złoto:            | Srebro:           | Brąz:             |
| poręcze     | Elizabeth Tweddle | Ksenia Siemionowa | Anja Brinker      |
| równoważnia | Jana Demjanczuk   | Anamaria Tămârjan | Gabriela Drăgoi   |
| skok        | Ariella Käslin    | Julia Berger      | Anna Kałasznyk    |
| wolne       | Elizabeth Tweddle | Vanessa Ferrari   | Ksenia Siemionowa |

### mężczyźni

#### wielobój
| Miejsce | Zawodnik           | Punkty |
| ------- | ------------------ | ------ |
|         | Fabian Hambüchen   | 89.175 |
|         | Daniel Keatings    | 88.275 |
|         | Jurij Riazanow     | 88.200 |
| 4.      | Philipp Boy        | 86.825 |
| 5.      | Flavius Koczi      | 86.775 |
| 6.      | Enrico Pozzo       | 86.400 |
| 7.      | Daniel Purvis      | 86.075 |
| 8.      | Alexander Shatilov | 85.950 |
| 9.      | Niki Böschenstein  | 85.750 |
| 10.     | Hamilton Sabot     | 85.125 |

#### przyrządy
| konkurencja  | Złoto:           | Srebro:            | Brąz:                                   |
| drążek       | Vlasios Maras    | Yann Cucherat      | Mykoła Kuksenkow                        |
| koń z łękami | Krisztián Berki  | Louis Smith        | Daniel Keatings                         |
| kółka        | Yuri van Gelder  | Ołeksandr Worobjow | Jordan Jowczew                          |
| poręcze      | Yann Cucherat    | Mitja Petkovšek    | Fabian Hambüchen                        |
| skok         | Thomas Bouhail   | Flavius Koczi      | Matthias Fahrig                         |
| wolne        | Fabian Hambüchen | Matthias Fahrig    | Elefthérios Kosmídis Alexander Shatilov |